# Mai més (pel·lícula)
Mai més (títol original en anglès: Enough) és una pel·lícula estatunidenca, que tracta sobre la violència de gènere. Va ser dirigida per Michael Apted, i els protagonistes són: Jennifer López (Slim Hiller) i Billy Campbell (Mitch Hiller). Ha estat doblada al català

## Argument
Slim Hiller (Jennifer Lòpez) és una cambrera que veu com la seva vida es transforma quan coneix a un contractista ric anomenat Mitch Hiller (Billy Campbell). Amb el temps, Mitch i Slim comencen una relació, es casen i tenen una filla Gracie (Tessa Allen).
Slim creu que està amb l'home dels seus somnis però acaba descobrint que el seu marit l'està enganyant amb una altra dona. Degut a aquesta situació, Slim decideix marxar però Mitch intenta impedir-ho agredint-la físicament.
Després d'haver patit diversos episodis de violència, la protagonista decideix fugir amb la seva filla de la ciutat i gràcies a l'ajuda dels seus amics ho aconsegueix.
Per poder salvar la seva vida i la de la seva filla, Slim decideix fugir de casa i reben l'ajuda dels seus companys del restaurant on havia treballat. Quan ho aconsegueix, busca al seu pare Jupiter perquè l'ajudi i finalment accedeix, enviant-li una quantitat de diners suficients perquè puguin amagar-se. En aquest temps, també rep el suport de Joe, la seva ex parella.
Slim i Gracie canvien les seves identitats, però no els serveix de gaire, ja que Mitch les acaba localitzant. A partir d'aquest moment, la protagonista decideix que ha d'afrontar el problema i es prepara físicament amb un entrenador personal (Bruce A. Young). Quan ja està a punt, es dirigeix a casa d'en Mitch i després d'investigar el lloc i d'eliminar-li les armes s' enfronta a ell en una lluita que finalitza amb la mort de Mitch. La policia arriba i tanca el cas com un homicidi en defensa pròpia.
Al final de la pel·lícula, Slim comença una nova vida en companyia de la seva filla Gracie i Joe.

## Repartiment
| Personatge    |  | Actor/actriu      |
| ------------- |  | ----------------- |
| Slim Hiller   |  | Jennifer López    |
| Mitch Hiller  |  | Billy Campbell    |
| Gracie Hiller |  | Tessa Allen       |
| Ginny         |  | Juliette Lewis    |
| Joe           |  | Dan Futterman     |
| Jupiter       |  | Fred Ward         |
| Robbie        |  | Noah Wyle         |
| Phil          |  | Christopher Maher |
| Ruben Madera  |  | Teddy             |

## Anècdotes
L'actriu Sandra Bullock era qui inicialment anava a realitzar el paper de Slim Hiller però degut a un canvi en les directrius de la pel·lícula, finalment va decidir no fer-ho.
Els llocs on es va realitzar el rodatge de la pel·lícula van ser Los Angeles, Marina del Rey, Santa Monica Beach, San Marino, Pacífic Palisades, Brentwook, Pasadena, Filmore i Seattle.